# Pseudostilpnaspis
Pseudostilpnaspis là một chi bọ cánh cứng trong họ Chrysomelidae.
Chi này được miêu tả khoa học năm 2000 bởi Borowiec.

## Các loài
Các loài trong chi này gồm:
- Pseudostilpnaspis belizensis Borowiec, 2008
- Pseudostilpnaspis columbica (Weise, 1910)
- Pseudostilpnaspis columbica (Weise, 1910)
- Pseudostilpnaspis costaricana Borowiec, 2000
- Pseudostilpnaspis costaricana Borowiec, 2000
- Pseudostilpnaspis muzoensis Borowiec, 2000
- Pseudostilpnaspis muzoensis Borowiec, 2000